# Dream of Life
Dream of Life – piąty album Patti Smith nagrany w 1987 roku w The Hit Factory (Nowy Jork) i A&M Studios (Los Angeles).

## Lista utworów

### Wersja LP (1988)
1. "People Have the Power" (Patti Smith, Fred "Sonic" Smith) – 5:07
2. "Going Under" (Patti Smith, Fred "Sonic" Smith) – 5:57
3. "Up There Down There" (Patti Smith, Fred "Sonic" Smith) – 4:47
4. "Paths That Cross" (Patti Smith, Fred "Sonic" Smith) – 4:18
5. "Dream of Life" (Patti Smith, Fred "Sonic" Smith) – 4:38
6. "Where Duty Calls" (Patti Smith, Fred "Sonic" Smith) – 7:46
7. "Looking for You (I Was)" (Patti Smith, Fred "Sonic" Smith) – 4:04
8. "The Jackson Song" (Patti Smith, Fred "Sonic" Smith) – 5:24

### Reedycja CD (1996)
1. "People Have the Power" (Patti Smith, Fred "Sonic" Smith) – 5:09
2. "Up There Down There" (Patti Smith, Fred "Sonic" Smith) – 4:49
3. "Paths That Cross" (Patti Smith, Fred "Sonic" Smith) – 4:19
4. "Dream of Life" (Patti Smith, Fred "Sonic" Smith) – 4:39
5. "Where Duty Calls" (Patti Smith, Fred "Sonic" Smith) – 7:48
6. "Going Under" (Patti Smith, Fred "Sonic" Smith) – 6:00
7. "Looking for You (I Was)" (Patti Smith, Fred "Sonic" Smith) – 4:06
8. "The Jackson Song" (Patti Smith, Fred "Sonic" Smith) – 5:25
9. "As the Night Goes By" (Patti Smith, Fred "Sonic" Smith) – 5:04 (bonus na reedycji CD)
10. "Wild Leaves" (Patti Smith, Fred "Sonic" Smith) – 4:03 (bonus na reedycji CD)

## Skład
- Patti Smith – wokal
- Fred "Sonic" Smith – gitara
- Jay Dee Daugherty – perkusja
- Richard Sohl – instrumenty klawiszowe

### Gościnnie
- Bob Glaub – gitara basowa ("Going Under")
- Kasim Sulton – gitara basowa
- Malcolm West – gitara basowa ("The Jackson Song")
- Gary Rasmussen – gitara basowa
- Jesse Levy – wiolonczela ("The Jackson Song")
- Crusher Bennett – instrumenty perkusyjne ("Looking for You (I Was)")
- Margaret Ross – harfa ("The Jackson Song")
- Sammy Figueroa – instrumenty perkusyjne